# Marius Sophus Lie
Marius Sophus Lie (ur. 17 grudnia 1842 w Nordfjordeid, zm. 18 lutego 1899 w Christianii) – norweski matematyk, profesor uniwersytetów w Christianii (późniejsze Oslo; 1872–1886) i w Lipsku (1886–1898).
Twórca teorii grup Liego; zajmował się także równaniami różniczkowymi.

## Życiorys
W 1869 r. napisał pierwszą pracę naukową. W 1870 r. nawiązał współpracę z Gastonem Darboux. Napisał 245 prac naukowych.